# Fort Morgan (Alabama)
A Fort Morgan az amerikai hadsereg által a második világháború végéig használt katonai erődítmény az Alabama államban található Mobile Bay öbölnél.

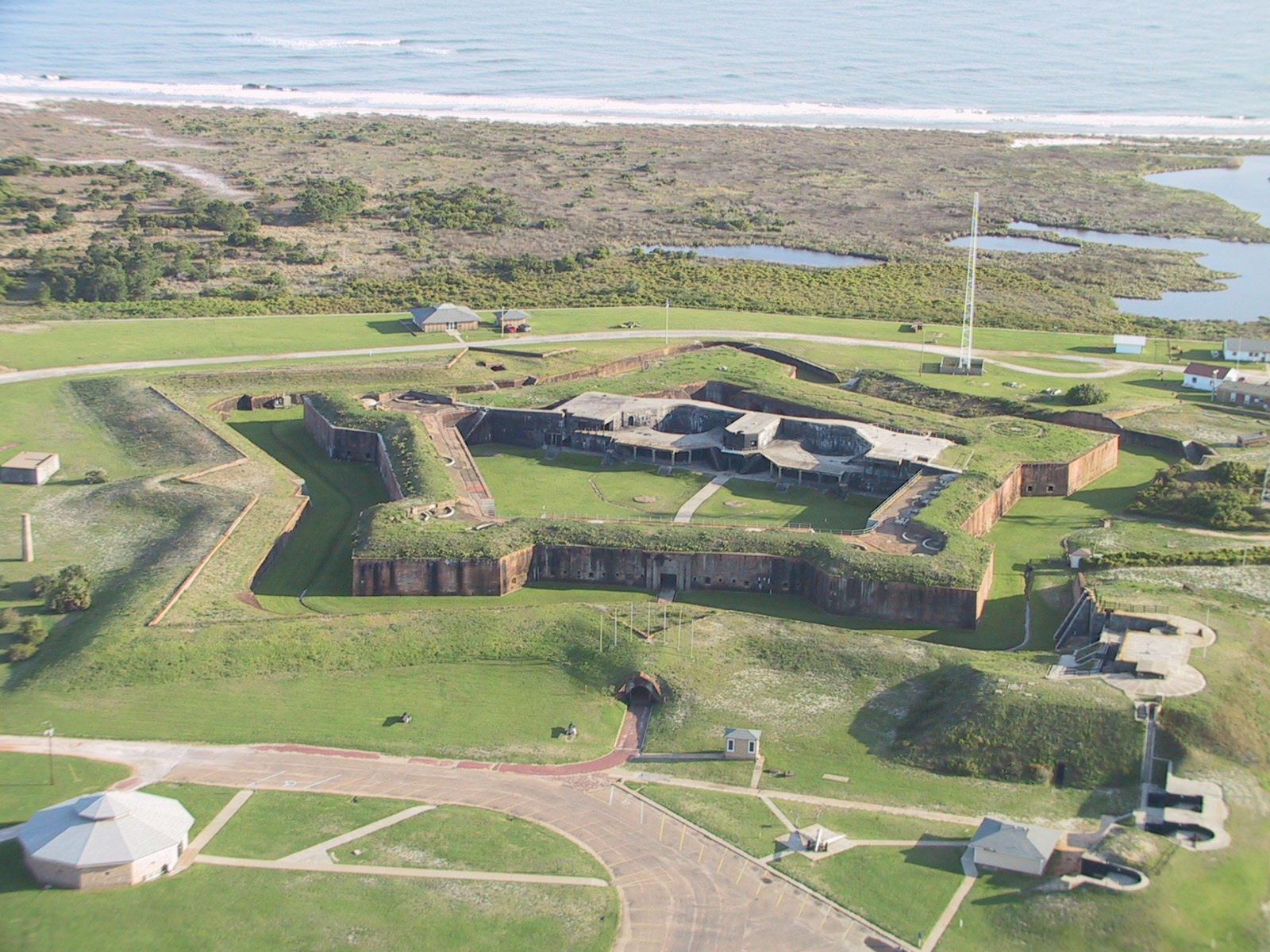
Fort Morgan

## Története
Az 1812-es háborúban, 1813-ban az amerikai kormány egy rönkökből és földből készült erődítést épített a Mobile Bay öbölben található Mobile Point félsziget legkeletibb csücskébe. A háborúban az angolok kétszer is megtámadták az erődöt, a második támadás sikerrel zárult, de a békekötés után az angolok kivonultak az erődből, és átadták az amerikai hadseregnek.

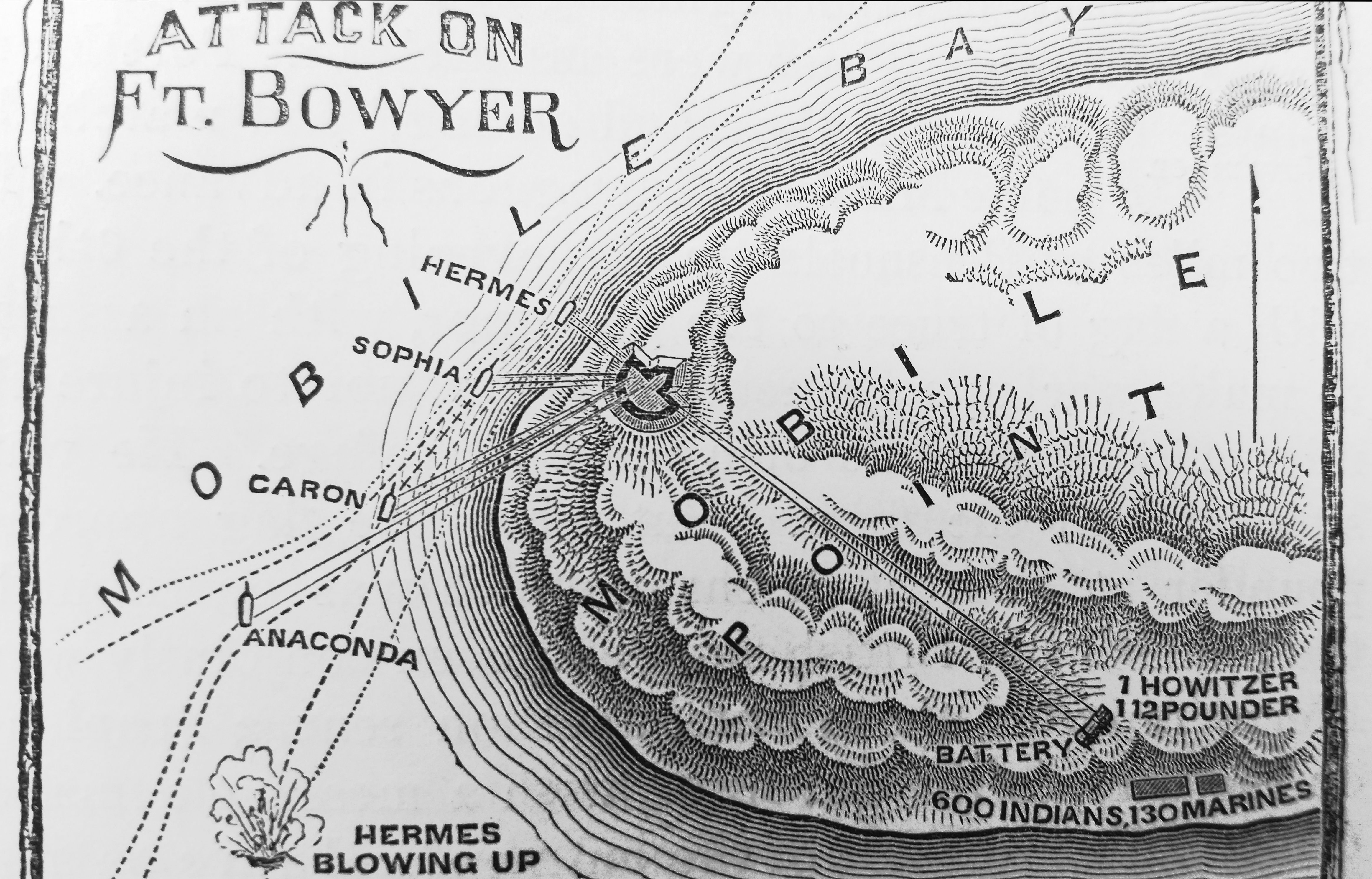
Fort Bowyer

Az erődítést ezután elhagyták, és a kormány elkezdte tervezni a közelben egy téglaépítésű erőd építését. Az építkezés 1819-ben kezdődött, de a hely elszigeteltsége miatt az építkezés csak 1834-ben fejeződött be. Szakképzett kőművesek, akik közül sokan afroamerikai rabszolgák voltak, építették a több mint 35 millió köbméternyi téglát tartalmazó erődítményt. Az erőd négy háborúban volt aktív: az amerikai polgárháborúban, a spanyol–amerikai háborúban, az I. világháborúban és a II. világháborúban.